# Götz von Berlichingen zubenannt mit der eisernen Hand
Götz von Berlichingen zubenannt mit der eisernen Hand è un film muto del 1925 diretto da Hubert Moest.

## Produzione
Il film fu prodotto da Erik Lund per la Ring-Film AG (Berlin).

## Distribuzione
Uscì nelle sale cinematografiche tedesche il 14 ottobre 1925 con un visto di censura emesso in data 23 settembre 1925.